# Siraj Al-Tall
Siraj Al-Tall (Dubai, 8 gennaio 1982) è un ex calciatore giordano, di ruolo attaccante.

## Carriera

### Nazionale
Ha debuttato in Nazionale l'8 giugno 2005, nell'amichevole Giordania-Iraq (0-1). Ha messo a segno la sua prima rete con la maglia della Nazionale il 2 settembre 2006, nell'amichevole Bahrain-Giordania (0-2), siglando la rete del definitivo 0-2 al minuto 61. Ha partecipato, con la Nazionale, alla Coppa d'Asia 2004. Ha collezionato in totale, con la maglia della Nazionale, 8 presenze e una rete.

## Palmarès

### Club

#### Competizioni nazionali
- Campionato giordano di calcio: 4

Al-Faisaly: 2000, 2001, 2002-2003, 2003-2004
- Coppa della Giordania: 5

Al-Faisaly: 2001, 2002-2003, 2003-2004, 2004-2005, 2007-2008
- Supercoppa della Giordania: 3

Al-Faisaly: 2002, 2004, 2006
- Jordan FA Shield: 2

Al-Faisaly: 2000-2001, 2007-2008

#### Competizioni internazionali
- Coppa dell'AFC: 2

Al-Faisaly: 2004-2005, 2005-2006